# Sjever
Sjever je jedna od četiri strane svijeta, i to ona koja označuje osnovnu stranu svijeta: sjever se upotrebljava na taj način da se položaj i smjer ostalih strana svijeta odnosi "kao prema sjeveru". Vidljivi gornji dio ruba zemljovida uvijek se podrazumijeva da je sjever, osim ako nije drugačije naznačeno.

## Definicija
Sjever može značiti:
Stvarni sjever - pravac uz površinu Zemlje prema jednom zemljopisnom polu Zemljine vrtnje (rotacije, i to onaj pol koji je na nečijoj lijevoj strani kada on stoji na zamišljenoj crti Ekvatora u trenutku dok gleda izlazak Sunca
Magnetski sjever - pravac uz površinu Zemlje u kojem snaga vodoravnog magnetskog polja ima najveću pozitivnu vrijednost